# 勃艮第的貝兒塔
勃艮第的貝兒塔（法語：Berthe de Bourgogne，964年—1010年1月16日），勃艮第國王康拉德三世的女兒，藉由婚姻先後成為布盧瓦伯爵夫人、法蘭克人王后。

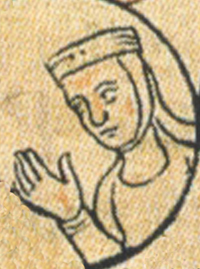

## 家庭
983年左右，貝兒塔和布盧瓦伯爵厄德一世結婚，兩人共有2子1女：
1. 蒂博二世（約983年—1004年）
2. 厄德二世（約985年—1037年）
3. 阿格尼絲

996年，貝兒塔和法國國王羅貝爾二世結婚，兩人沒有子女。這段婚姻於1001年被廢除。